# نيكومورفين
نيكومورفين Nicomorphine (Vilan, Subellan, Gevilan, MorZet)  هو 3,6-دي نيكوتينات إستر للمورفين. هو من المسكنات الأفيونية القوية وهي منبهات اقوى من المورفين 2-3 مرات مع الآثار الجانبية مماثلة لتلك التي لل دي هايدرومورفين،

## الخواص الكيميائية
- الصيغة الكيميائية : C29H25N3O5

## الخاصية العلاجية
يعتبر النيكومورفين عبارة عن أفيون مسكن مخدر

## التأثيرات الجانبية
الآثار الجانبية للنيكومورفين هي مماثلة لتلك الخاصة لغيرها من الأفيونيات وتشمل الحكة، الغثيان بنسبة أقل من المورفين، وتثبيط الجهاز التنفسي. نيكومورفين يعتبر في نظر الأطباء واحدا من أفضل المسكنات الشاملة للتخفيف من المعاناة، في المقابل تلقي بظلالها انها من محض المنبهات الضارة، في التخفيف من حدة حالات الألم المزمن. .

## القانونية
وينظم النيكومورفين في الكثير من البلدان بنفس المنوال كما هو الحال بالنسبة للمورفين في جميع أنحاء العالم ولكن الجدول الأول للمواد الخاضعة للرقابة في الولايات المتحدة ولم يتم عرضه هناك.
قد يظهر النيكومورفين في مناسبات نادرة في السوق السوداء الأوروبية وغيرها من القنوات لمستخدمي المواد الأفيونية الغير خاضعة للرقابة. ويمكن ان يتم إنتاجها كجزء من خليط من الأملاح ومشتقات بالمورفين من قبل المستخدمين الطرفيين من خلال العلاج بالمورفين مع أنهيدريد النيكوتينيك أو المواد الكيميائية ذات الصلة التماثلية